# 卡洛·马代尔诺
卡洛·马尔代诺（Carlo Maderno，1556年—1629年1月30日）是一名巴洛克风格的意大利-瑞士建筑师 ，曾参与过修建圣彼得大教堂前正立面的工作。